# Зои Холлоуэй
Зои Холлоуэй (англ. Zoey Holloway, настоящее имя Тина Мари Терстон, англ. Tina Marie Thurston, род. 27 ноября 1966, Лос-Анджелес, Калифорния) — американская порноактриса, БДСМ-исполнительница и фетиш-модель, лауреатка премии AVN Awards.

## Биография
Родилась 27 ноября 1966 года в Лос-Анджелесе. Дебютировала в порноиндустрии в 2009 году, в возрасте около 43 лет, снималась в жанре MILF.
Сотрудничала с такими студиями, как Third Degree Films, Adam & Eve, Brazzers, Channel 69, Devil’s Film, Digital Playground, Digital Sin, Diabolic Video, Elegant Angel, Filly Films, Girlfriends Films, Zero Tolerance Entertainment, New Sensations и многими другими. Также периодически выступала в качестве фотомодели.
В 2011—2012 годах несколько раз номинировалась на AVN Awards и XBIZ Award в категориях «лучшая MILF-исполнительница» и «лучшая групповая лесбийская сцена», в последней победила с ролью в фильме Cherry 2 вместе с Мисси Мартинес, Даймонд Фокс и Бруклин Ли.
Ушла из индустрии в 2017 году, снявшись в 295 фильмах.

## Награды и номинации
- Номинация на AVN Awards 2011 — лучшая групповая лесбийская сцена — An Orgy of Exes (вместе с Лили Кейд, Брианой Блэр, Мисти Доун, Индией Саммер, Cadence St. John и Джейми Джейнс)[6]
- Победа на AVN Awards 2012 — лучшая групповая лесбийская сцена — Cherry 2 (вместе с Мисси Мартинес, Даймонд Фокс и Бруклин Ли)[7]
- Номинация на AVN Awards 2012 — лучшая групповая лесбийская сцена — Rezervoir Doggs: An Exquisite Films Parody (вместе с Эмбер Рэйн и Тарой Линн Фокс)[8]
- Номинация на AVN Awards 2012 — MILF/Cougar-исполнительница года[8]
- Номинация на XBIZ Award 2012 — MILF-исполнительница года[9]

## Личная жизнь
Дважды была замужем. Имеет двоих детей. В свободное время любит писать песни.

## Избранная фильмография
- An Orgy of Exes
- Cherry 2
- Cougars Crave Young Kittens 2
- MILFs Lovin' MILFs 3
- Rezervoir Doggs: An Exquisite Films Parody
- Women Seeking Women 101
- Zoey Holloway and Her Girlfriends